# Benamargosa
Benamargosa es un municipio español de la provincia de Málaga, Andalucía, situado en la comarca de la Axarquía. 
Ubicado a 96 metros de altitud, en el valle del mismo nombre, su término municipal tiene una superficie de 12,12 km² y su población en 2016 es de 1.558 habitantes según el Instituto Nacional de Estadística (INE).
Se conoce popularmente como "Gibraltar el Chico", debido a que antaño, gran parte de sus vecinos se dedicaba al contrabando de tabaco procedente de Gibraltar, por lo que se le adjudicó este nombre por toda la provincia y parte de las colindantes.[cita requerida]

## Historia
La historia del actual municipio es relativamente reciente, a fines del siglo XV, según los datos historiadores, pero los restos arqueológicos hallados en el término municipal se datan en varios milenios. Desde el periodo neolítico en adelante se han encontrado restos líticos, cerámicos y óseos, dispersos en el río Benamargosa, y en los partidos de la Fuente La Higuera y Canto Blanco (Herriza el Viejo), cerámicas de la Peña Hierro y Cerro de los Frailes, datados desde la Edad del Cobre o Calcolítico.[cita requerida]
Entre principios del siglo XIX y principios del siglo XX, época del auge de la industria azucarera de Andalucía, existieron en Benamargosa dos ingenios para la producción de miel.

## Clima
- Temperatura media: 17 °C[4]
- Horas de sol al año: 2890 horas/año
- Precipitaciones: 522 l/m²

## Paisaje
El término municipal de Benamargosa está enclavado en un estrecho valle rodeado de lomas y cerros, en un paisaje de huertas, naranjos, limoneros y cultivos subtropicales como aguacates, mangos o chirimoyas que ascienden en bancales por las laderas.

## Geografía humana

### Demografía
Cuenta con una población de 1552 habitantes (INE 2024).
| Gráfica de evolución demográfica de Benamargosa entre 1842 y 2021                                                     |
| |
| Población de derecho según los censos de población del INE. Población de hecho según los censos de población del INE. |

### Economía
La economía de Benamargosa, desde sus comienzos, está principalmente ligada a la producción agraria. Los productos tradicionales son vid, cítricos, olivo, almendro, higueras y tropicales.
La ganadería ha tenido un papel secundario, pero no por ello menos importante. El ganado más significativo ha sido el de cerdo, el cabrío y el aviar.
En Benamargosa, podemos encontrar:
- Productos agroalimentarios: vitivinícolas, aceite de oliva, miel y queso fresco.
- Artesanía: cerámica, mueble tradicional.
- Forestal: producción de plantas.
- Industrial: cárnicas, transformadora metálica y sistemas de aprovechamiento de aguas.

Los agricultores de Benamargosa han sido pioneros en la zona de la Axarquía en el cultivo de frutos tropicales, destacando el aguacate y el mango; y además las huertas de limoneros que antaño fueron la mayor fuente de riqueza local, las cuales datan de época morisca, al igual que el origen de la localidad.
De sus muchas cualidades como entorno rural cabe mencionar, la belleza de su núcleo urbano de calles estrechas y tranquilas, salpicadas de fachadas encaladas. A esto hay que sumarle su calendario festivo conformado por sus costumbres y su gastronomía, basada en productos de la tierra. 
El turismo es rural, de sol y playa y de ocio y tiempo libre en el que destacan:
‑Alojamientos: Pensión El Celaó, pensión Los Pepes, Casa El Niño, Bar "Andalucía", Bar Restaurante Los Pepes, Río Trapiche, Gibraltar Chico, Pub "Anais", entre muchos otros.
‑Monumentos: Arcos de la Huerta, El Puente de los Diez Ojos, Ermita del Cementerio, Iglesia de la Encarnación, Ermita San Sebastián, Oficina de turismo.

#### Evolución de la deuda viva municipal
| Gráfica de evolución de Deuda viva del Ayuntamiento de Benamargosa entre 2008 y 2019                                |
| |
| Deuda viva del Ayuntamiento de Benamargosa en miles de Euros según datos del Ministerio de Hacienda y Ad. Públicas. |

## Política y administración
La administración política del municipio se realiza a través de un Ayuntamiento de gestión democrática cuyos componentes se eligen cada cuatro años por sufragio universal. El censo electoral está compuesto por todos los residentes empadronados en Benamargosa mayores de 18 años y nacionales de España y de los restantes Estados miembros de la Unión Europea. Según lo dispuesto en la Ley del Régimen Electoral General, que establece el número de concejales elegibles en función de la población del municipio, la Corporación Municipal de Benamargosa está formada por 9 concejales.

### Resultado de las elecciones municipales de 2023
| Candidatura     | Candidatura                              | Votos | %                               | Escaños                         |
| --------------- | ---------------------------------------- | ----- | ------------------------------- | ------------------------------- |
|                 | Partido Socialista Obrero Español (PSOE) | 350   | 43,31                           | 4                               |
|                 | Partido Popular (PP)                     | 279   | 35,77                           | 3                               |
|                 | Con Andalucía (Podemos-IU-MP-IdPA)       | 136   | 19,00                           | 2                               |
| Votos en blanco | Votos en blanco                          | 15    | 1,92                            | n/a                             |
| Votos válidos   | Votos válidos                            | 780   | 100                             | 9                               |
| Votos nulos     | Votos nulos                              | 20    | Participación: \| \| 77,07 % \| | Participación: \| \| 77,07 % \| |
| Votantes        | Votantes                                 | 800   | Participación: \| \| 77,07 % \| | Participación: \| \| 77,07 % \| |
| Electores       | Electores                                | 1038  | Participación: \| \| 77,07 % \| | Participación: \| \| 77,07 % \| |
|                 | 77,07 %                                  |       |                                 |                                 |

## Fiestas locales
- Festividad de San Sebastián, 20 de enero.
- Semana Santa, destaca el Viernes Santo, en el que sale en procesión la cofradía de Nuestra Señora de los Dolores que recorre con fervor las calles del pueblo acompañando a Nuestro Padre Jesús.

- Feria del campo, se celebra durante un domingo del mes de abril.
- Romería de la Purísima, se realiza todos los años, a finales de mayo o primeros de junio los vecinos del pueblo pasan la noche en los márgenes del río Benamargosa, donde en grandes grupos empiezan los preparativos para pasar allí la noche, disfrutándose de un agradable ambiente de fiesta y cordialidad hasta bien llegada la madrugada.  Tras la misa que se oficia, comienza el camino hasta el lugar de acampada, situado a 1 km del pueblo. Al siguiente día se desarrolla diversos juegos carreras de cintas a caballo, bailes, cucañas para los más pequeños.., y por la noche actuaciones musicales. Justo a la media noche se reza la salve rociera en honor a la Purísima. Finalmente, el domingo, hay una paella popular para todos los asistentes,  el regreso está previsto para las 21.00 horas.
- Feria de agosto,  es una de las fiestas más importantes de la localidad, disfrutándose en ella del ambiente de feria típico de los pueblos axarqueños: música, bailes, buen comer y buen beber, todo ello envuelto en el maravilloso clima de las noches de agosto, refrescadas por el valle de huertas que rodea a la localidad.

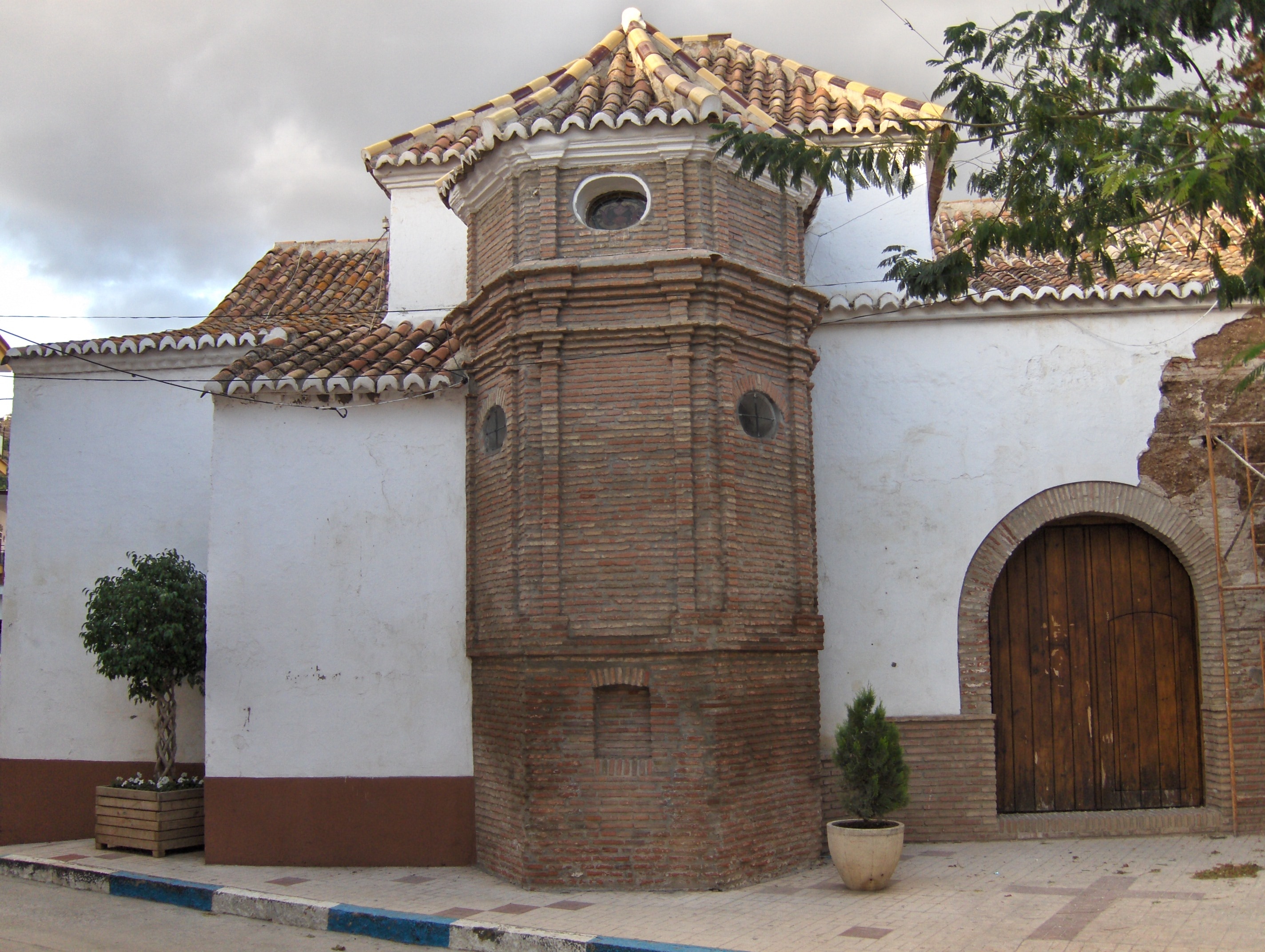
Iglesia.